# World Trade Center (film)
 Denne artikel omhandler filmen World Trade Center fra 2006. Opslagsordet har også en anden betydning, se World Trade Center (flertydig).
World Trade Center er en film fra 2006, instrueret af Oliver Stone. Medvirkende i filmen er bl.a. Nicolas Cage.
Filmen havde dansk biografpremiere 22. september 2006.

## Medvirkende
- Nicolas Cage som John McLoughlin
- Maria Bello som Donna McLoughlin
- Michael Peña som Will Jimeno
- Maggie Gyllenhaal som Allison Jimeno
- Michael Shannon som Dave Karnes
- Jay Hernandez som Dominick Pezzulo
- Stephen Dorff som Scott Strauss
- Jon Bernthal som Christopher Amoroso
- Donna Murphy som Judy Jonas
- Frank Whaley som Chuck Sereika
- Jude Ciccolella som Inspector Fields
- Danny Nucci som Officer Giraldi
- William Mapother som Jason Thomas
- Armando Riesco som Antonio Rodrigues
- Dara Coleman som Officer Boel
- Connor Paolo som Steven McLoughlin
- Anthony Piccininni som JJ McLoughlin
- Alexa Gerasimovich som Erin McLoughlin
- Morgan Flynn som Caitlin McLoughlin
- Tony Genaro som Will Jimenos far